# فرودگاه گبادولایت
فرودگاه گبادولایت (به انگلیسی: Gbadolite Airport) (به زبان بومی: Aéroport de Gbadolite) یک فرودگاه همگانی با کد یاتا BDT است که یک باند فرود آسفالت دارد و طول باند آن ۳۲۰۰ متر است. این فرودگاه در کشور جمهوری دموکراتیک کنگو قرار دارد و در ارتفاع ۴۶۰ متری از سطح دریا واقع شده‌است.